# Shige Taira
Taira Shige (茂 平 (Mậu Bình) Shige Taira, sinh ngày 9 tháng 4 năm 1993) là một cầu thủ bóng đá người Nhật Bản thi đấu cho Giravanz Kitakyushu.

## Sự nghiệp
Sau một mùa giải với Nara Club ở Giải bóng đá Nhật Bản, Shige chuyển đến Giravanz Kitakyushu và có màn ra mắt vào tháng 3 năm 2017, khi anh thi đấu trận đấu tiên với Gira trước U-23 Cerezo Osaka.

## Thống kê câu lạc bộ
Cập nhật đến ngày 23 tháng 2 năm 2018.
| Thành tích câu lạc bộ | Thành tích câu lạc bộ | Thành tích câu lạc bộ | Giải vô địch | Giải vô địch | Cúp                   | Cúp                   | Tổng cộng | Tổng cộng |
| Mùa giải              | Câu lạc bộ            | Giải vô địch          | Số trận      | Bàn thắng    | Số trận               | Bàn thắng             | Số trận   | Bàn thắng |
| Nhật Bản              | Nhật Bản              | Nhật Bản              | Giải vô địch | Giải vô địch | Cúp Hoàng đế Nhật Bản | Cúp Hoàng đế Nhật Bản | Tổng cộng | Tổng cộng |
| --------------------- | --------------------- | --------------------- | ------------ | ------------ | --------------------- | --------------------- | --------- | --------- |
| 2016                  | Nara Club             | JFL                   | 25           | 15           | 2                     | 1                     | 27        | 16        |
| 2017                  | Giravanz Kitakyushu   | J3 League             | 21           | 0            | 2                     | 1                     | 23        | 1         |
| Tổng                  | Tổng                  | Tổng                  | 46           | 15           | 4                     | 2                     | 50        | 17        |